# Choroba Aujeszkiego
Choroba Aujeszkiego (używane również w postaci: choroba Aujeszkego, Aujeszkyego, Aujeskiego, Aujeszky’ego) (wścieklizna rzekoma, meningoencephalitis infectiosa Aujeszky, paralysis bulbaris infectiosa) – choroba zakaźna zwierząt gospodarskich i wolno żyjących, głównie świń. Na zakażenie wirusem wrażliwe są niemal wszystkie gatunki ssaków, z wyjątkiem człowieka i małp bezogonowych.

## Historia i objawy
Choroba opisana po raz pierwszy w roku 1902 przez węgierskiego lekarza weterynarii Aladára Aujeszkiego. Jest zakaźną i zaraźliwą chorobą zwierząt gospodarskich i wolno żyjących, występuje na całym świecie. Najbardziej wrażliwym gatunkiem są świnie, są też głównym rezerwuarem zarazka. Czynnikiem chorobotwórczym jest wirus SHV-1 (Herpesvirus suis typ 1) z rodziny Herpesviridae. Wirus ten jest wytrzymały na działanie czynników fizycznych. Zwierzęta mogą się zarażać kilkoma drogami: doustną, donosową, przez uszkodzenia skóry, w czasie krycia lub unasienniania (inseminacji), wewnątrzmacicznie (płody od matki). Wirus u świń wykazuje poliorganotropizm (atakuje wiele narządów), ponadto może się utrzymywać w stanie latentnym (uśpiony) nawet przez okres całego życia świni. Choroba zazwyczaj występuje w miejscach o dużym zagęszczeniu świń (fermy), u zwierząt nieodpowiednio żywionych (niedobory witaminy A, wapnia). Wirus u świń ma właściwości immunosupresyjne (obniża odporność). U świń typowe objawy choroby to: gorączka, szare zabarwienie skóry, duszność, biegunka, spadek ciężaru ciała, drżenie mięśni, wygięcie kręgosłupa, ślinotok, niedowłady, porażenia. Ponadto zwiększone zużycie paszy, spadek płodności, spadek liczby prosiąt w miocie, słabe mioty. U innych gatunków zwierząt domowych (psy, koty) choroba cechuje się głównie objawami ze strony układu nerwowego. Są to niedowłady, porażenia, bardzo silny świąd, który prowadzi do samookaleczeń zwierzęcia. Zwierzęta mięsożerne mogą zarazić się chorobą przez zjedzenie surowej wieprzowiny, w której znajdują się zdolne do zakażenia wiriony (cząsteczki wirusa).

## Choroba Aujeszkiego w Polsce[3]
Pierwszy przypadek tej choroby w Polsce stwierdzono u zwierząt futerkowych w 1958 r. Rok później odnotowano tę chorobę u świń. Od połowy lat 60. XX wieku w Polsce zaczęto prowadzić badania mające na celu wykrycie seroantygenów dla wirusa choroby Aujeszkiego, ale były to badania wyrywkowe. Systematycznie zaczął je prowadzić Zakład Chorób Świń Państwowego Instytutu Weterynaryjnego – Państwowego Instytutu Badawczego w Puławach od 1990 r. W 2006 r. Polska wdrożyła program zwalczania choroby Aujeszkiego u świń w województwie lubuskim, a dwa lata później rozszerzyła go na pozostałe województwa.
Na podstawie wyników tego programu, w latach 2006–2007, w województwie lubuskim stwierdzono 8 stad zakażonych oraz 44 zwierzęta zakażone wirusem choroby Aujeszkiego. Średni odsetek stad i zwierząt zakażonych na tym obszarze wynosił odpowiednio 0,21% i 0,04%. Na terytorium całej Polski w latach 2011–2013 stwierdzono 18 694 stada zakażone oraz 46 662 zwierzęta, co dało średni odsetek zakażonych stad i zwierząt odpowiednio 1,74% i 0,54%. W latach 2012–2013 zakażonych było już tylko 436 stad oraz 986 zwierząt. Odsetek zakażonych stad i zwierząt wyniósł 0,1% oraz 0,05%.
W wyniku realizacji programu zwalczania i monitorowania choroby Aujeszkiego u świń w latach 2006–2014 utworzono na terytorium Polski 91 regionów wolnych
od wirusa tej choroby u świń. Program ten był kontynuowany do 2017 r. Jego celem było uznanie przez Komisję Europejską terytorium Rzeczypospolitej Polskiej za oficjalnie wolne od choroby Aujeszkiego u świń.
Od 5 czerwca 2023 r. terytorium Polski jest oficjalnie uznane przez Komisję Europejską za obszar wolny od zakażenia wirusem choroby Aujeszkiego u świń.